# Kulm Hotel St. Moritz
Koordinaten: 46° 29′ 57,1″ N, 9° 50′ 31,5″ O; CH1903: 784475 / 152590
Das Kulm Hotel St. Moritz (offiziell: AG Grand Hotels Engadinerkulm) ist ein Grand Hotel im schweizerischen St. Moritz. Es steht an erhöhter Lage im Dorfkern und bietet einen Blick auf den St. Moritzersee und auf das Skigebiet unterhalb des Corviglia im Norden. Gegründet 1856 vom Hotelier und Tourismuspionier Johannes Badrutt gehört es heute zu den Leading Hotels of the World.